# كريس روك
كريستوفر جوليوس روك الثالث (بالإنجليزية: Christopher Julius Rock III) ممثل كوميدي وكاتب سيناريو تلفزيوني ومنتج أمريكي، ولد في (7 فبراير 1965, اندروز - ساوث كارولينا - الولايات المتحدة الأمريكة), صوت له في قناة كوميدي سنترال كخامس أفضل ستاند أب كوميدي.

## حياته
ولد الممثل والمنتج والمؤلف الأمريكي كريس روك بجنوب كاروليان الولايات المتحدة الأمريكية, بعد فترة قصيرة من ولادته، انتقل والداه إلى مرتفعات كرون ببروكلين في نيويورك، وبعدها بفترة وجيزة أيضا انتقلوا إلى منطقة الطبقة العاملة ببيدفورد في ستايفسنت، عملت والدته (روزالي) كمعلمة اجتماع للمعاقين عقليا، كما عمل والده (جوليوس) سائق شاحنة، وتوفي عام 1988 آثر خضوعة لعملية قرحة، له ثلاث أشقاء هم: (توني، كيني، وجوردون) وله أخ غير شقيق (تشارلز) توفي عام 2006 بعد صراع طويل على إدمان الكحول، تأثر روك كثيرا بأسلوب حياة جده في ، حيث كان واعظا وساعده في العديد من الأمور، انضمّ روك بمدرسة في بروكلين وكانت تنتمي بشكل أكبر للبيض، عاني كثيرا من العنصرين، انتشله والداه إلى مدرسة جيمس ماديسون، ولكنه قرر الابتعاد عن الدراسة الثانوية تماما، والعمل في وظيفة بسيطة في أحد المطاعم للوجبات السريعة.

بدأ روك حياته المهنية في ستاند أب كوميدي، وشارك في أدوار صغيرة في بعض الأفلام، حتى نال الشهرة .

## روابط خارجية
- كريس روك على موقع IMDb (الإنجليزية)
- كريس روك على موقع الموسوعة البريطانية (الإنجليزية)
- كريس روك على موقع روتن توميتوز (الإنجليزية)
- كريس روك على موقع ألو سيني (الفرنسية)
- كريس روك على موقع ميوزك برينز (الإنجليزية)
- كريس روك على موقع تيرنر كلاسيك موفيز (الإنجليزية)
- كريس روك على موقع أول موفي (الإنجليزية)
- كريس روك على موقع بوكس أوفيس موجو (الإنجليزية)
- كريس روك على موقع قاعدة بيانات برودواي على الإنترنت (الإنجليزية)
- كريس روك على موقع قاعدة بيانات الأفلام السويدية (السويدية)